# Thomas Inskip
Thomas Walker Hobart Inskip, 1. vikomt Caldecote (Thomas Walker Hobart Inskip, 1st Viscount Caldecote) (5. března 1876, Bristol, Anglie – 11. října 1947, Godalming, Anglie) byl britský právník a politik. V meziválečném období zastával řadu let vysoké funkce v justiční správě, byl též poslancem Dolní sněmovny. Před druhou světovou válkou zastával několik ministerských funkcí ve vládě, nakonec byl lordem nejvyšším sudím (1940–1946). S titulem vikomta byl od roku 1939 členem Sněmovny lordů.

## Životopis

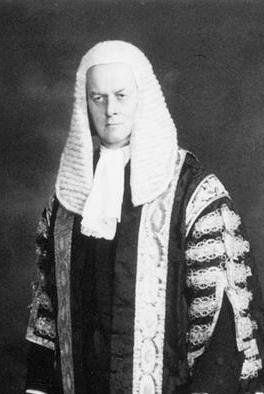
Vikomt Caldecote v tradičním úboru lorda nejvyššího sudího

Pocházel z prominentní rodiny z Bristolu, byl synem právníka Jamese Inskipa (1839–1909). Vystudoval v Oxfordu a od roku 1899 působil v justici, v roce 1914 byl jmenován královským justičním radou (King’s Counsel). Za první světové války působil ve zpravodajských službách, v letech 1918–1919 vedl právní sekci na ministerstvu námořnictva. V roce 1918 kandidoval v parlamentních volbách za nově zřízený volební obvod Bristol Central a v Dolní sněmovně jej zastupoval do roku 1929. Ve volbách v roce 1929 zde byl poražen a později byl poslancem za město Fareham (1931–1939), v parlamentu zastupoval Konzervativní stranu. V letech 1920–1922 působil jako kancléř diecéze v Truro a v roce 1922 byl povýšen do šlechtického stavu s titulem Sir.
V meziválečném období zastával v několika vládách právní funkce, byl nejvyšším státním zástupcem (solicitor general, 1922–1924, 1924–1928 a 1931–1932) a korunním právním zástupcem (attorney general, 1928–1929 a 1932–1936), mezitím se v roce 1932 stal také členem Tajné rady. V letech 1936–1939 zastával funkci ministra pro koordinaci národní obrany, ale po kritice ze strany opozice i konzervativců se tohoto úřadu vzdal v roce 1939. Převzal ministerstvo pro správu dominií (1939), poté byl jmenován lordem kancléřem (1939–1940), z titulu této funkce byl v roce 1940 krátce též předsedou Sněmovny lordů. Od května do října 1940 byl v Churchillově znovu ministrem pro dominia, pak ale definitivně vládu opustil. V letech 1940–1946 byl lordem nejvyšším sudím pro Anglii a Wales.
V roce 1939 byl povýšen na vikomta a vstoupil do Sněmovny lordů. Zastával také řadu čestných funkcí, získal čestný doktorát na univerzitě v Bristolu a za zásluhy obdržel Řád britského impéria.
K jeho kariéře přispěl do jisté míry také jeho sňatek — v roce 1914 se oženil s Augustou Boylovou (1876–1967) z významného šlechtického rodu Boylů, její otec David Boyle, 7. hrabě z Glasgow, byl generálním guvernérem na Novém Zélandu. Z jejich manželství se narodil syn Robert Andrew Inskip, 2. vikomt Caldecote (1917–1999), který zastával manažerské posty v průmyslu a bankovnictví a získal pět čestných doktorátů. Současným představitelem rodu je Piers James Inskip, 3. vikomt Caldecote (*1947).